# Jabet
Jabet is een bestuurslaag in het regentschap Bireuen van de provincie Atjeh, Indonesië. Jabet telt 140 inwoners (volkstelling 2010).